# Легионела пнеумофила
Легионела пнеумофила (лат. Legionella pneumophila) је грам-негативна бактерија штапићастог облика, која претежно живи у влажним и топлим условима. Изазива легионарску болест и понтијачну грозницу.

## Особине
Легионела је аеробна бактерија штапићастог облика дужине од 2-20 μm. По Граму се слабо боји, али сврстана је у грам негативне бактерије. Може се наћи у влажној и топлој средини нпр. изворима топле воде, јавним купатилима, системима за вентилацију, бојлерима итд. Име потиче од легионарске болести, коју изазива. Ова болест је први пут откривена 1976. на конгресу америчких војника ветерана (легионара). 